# Microxylorhiza matsudai
Microxylorhiza matsudai är en skalbaggsart som beskrevs av Hayashi 1974. Microxylorhiza matsudai ingår i släktet Microxylorhiza och familjen långhorningar.
Artens utbredningsområde är Taiwan. Inga underarter finns listade i Catalogue of Life.